# Portugal au Concours Eurovision de la chanson 1968
Le Portugal a participé au Concours Eurovision de la chanson 1968, le 6 avril à Londres (Angleterre), au Royaume-Uni. C'est la 5e participation du Portugal au Concours Eurovision de la chanson.
Le pays est représenté par le chanteur Carlos Mendes et la chanson Verão, sélectionnés par la Radio-télévision du Portugal (RTP) au moyen du Festival da Canção.

## Sélection

### Festival da Canção 1968
Le radiodiffuseur portugais, la Radio-télévision du Portugal (RTP, Rádio e Televisão de Portugal), organise l'édition 1968 du Festival da Canção, alors appelé II Grande Prémio TV da Cançao, pour sélectionner l'artiste et la chanson représentant le Portugal au Concours Eurovision de la chanson 1968.
Le Festival da Canção 1968, présenté par Henrique Mendes (pt) et Maria Fernanda, a eu lieu le 4 mars 1968 aux Estúdios da Tobis à Lisbonne.
Parmi les participants, a participé Simone de Oliveira, représentante portugaise à l'Eurovision de 1965 et 1969.

#### Finale
Huit chansons participent au Festival da Canção 1968. Les chansons sont toutes interprétées en portugais, langue officielle du Portugal.
| Ordre | Artiste            | Chanson                   | Traduction                        | Points | Place |
| ----- | ------------------ | ------------------------- | --------------------------------- | ------ | ----- |
| 1     | Mirene Cardinalli  | Vento não vou contigo     | Vent je ne vais pas avec toi      | 11     | 8     |
| 2     | Tonicha            | Fui ter com a madrugada   | J'ai été à la rencontre de l'aube | 59     | 2     |
| 3     | Nicolau Breyner    | Pouco mais                | Un peu plus                       | 33     | 4     |
| 4     | João Maria Tudela  | Ao vento e às andorinhas  | Au vent et aux oiseaux            | 24     | 5     |
| 5     | Carlos Mendes      | Verão                     | Été                               | 61     | 1     |
| 6     | José Cid           | Balada para Dona Inês     | Ballade pour Mademoiselle Inês    | 43     | 3     |
| 7     | António Calvário   | O nosso mundo             | Notre monde                       | 2      | 10    |
| 8     | Tonicha            | Calendário                | Calendrier                        | 12     | 7     |
| 9     | Simone de Oliveira | Dentro de outro mundo     | Dans un autre monde               | 11     | 8     |
| 10    | Simone de Oliveira | Canção ao meu piano velho | Chanson pour mon vieux piano      | 14     | 6     |

Lors de cette sélection, c'est la chanson Verão interprétée par Carlos Mendes. À l'Eurovision, l'interprète est accompagné du chef d'orchestre Joaquim Luís Gomes (pt).

## À l'Eurovision
Chaque pays a un jury de dix personnes. Chaque juré attribue un point à sa chanson préférée.

### Points attribués par le Portugal
| 4 points | Espagne                                               |
| 1 point  | Belgique Irlande Italie Royaume-Uni Suède Yougoslavie |

### Points attribués au Portugal
| 10 points | 9 points | 8 points  | 7 points  | 6 points |
| --------- | -------- | --------- | --------- | -------- |
|           |          |           |           |          |
| 5 points  | 4 points | 3 points  | 2 points  | 1 point  |
|           |          | - Espagne | - Norvège |          |

Carlos Mendes interprète Verão en 1re position lors de la soirée du concours, précédant les Pays-Bas.
Au terme du vote final, le Portugal termine 11e, à égalité avec le Luxembourg, sur les 17 pays participants, ayant reçu 5 points au total provenant des jurys espagnol et norvégien,.